# 人妻コスプレ喫茶2
『人妻コスプレ喫茶2』（ひとづまコスプレきっさ2）は、アトリエかぐや TEAM HEARTBEATから2006年4月28日に発売された18禁人妻らぶらぶえっちアドベンチャーゲームである。2007年8月からはピンクパイナップルでの18禁OVA化が行われ、全2巻が発売されている。

## 概要
2003年に発売された『人妻コスプレ喫茶』の続編。ただし、タイトルに"2"とは付いているものの前作の世界観とコンセプトだけを受け継いだ別物である。
ゲームジャンルが「人妻誘惑AVG」から「人妻らぶらぶえっちAVG」に変更されており、主人公が受身ではなくなっている。また、前作では最後に痛々しいシーンや凌辱的描写が一部存在していたが、本作ではそのような描写が無い。また、前作にあったコスチューム集め、イベントデー（および当日のコスチュームセレクト）はなくなり、純粋なAVGになっている。
作中には近親相姦が存在し、実母が攻略対象に入っている。

## あらすじ
海水浴場近くにある商店街、その中にある『喫茶サクライ』。美人オーナー兼店長の桜子とともに彼女の淹れるコーヒーが人気で、常連ができるほど愛されていた。
そんなある日、隣の駅前で複合レジャー施設「オーシャンランド」が開店したことで、あっという間に客足が遠のいてしまう。その上、その経営元のイトウリゾートから商店街の再開発計画を提案される。商店街の主人たちは大方賛成に傾いていたが、桜子だけが反対する。亡き夫への想い、今まで守り続けた店への愛着などもあり、店を手放したくないという。それを聞いた息子の恭介は、母の想いを守るためにその意見に賛成する。それはあっさりと受け入れられるも、イトウリゾートから交換条件を告げられた。
その条件はただ1つ、「オーシャンランド内にあるカフェ以上の集客数を出すこと」。提示された桁違いの数字を見て恭介親子は黙り込んでしまう。しかし、店を守るために引き下がれない恭介はその条件を飲む。
恭介達は友人の一馬から、以前同じように経営危機に瀕し、コスプレ喫茶にしたことによって危機を乗り切った喫茶店が存在したということを聞く（前作の『喫茶のえる』）。常連客である商店街の人妻たちや友人、監視役であるイトウリゾートの社長夫人まで巻き込んで、『コスプレ喫茶サクライ』が開店するのだった。

## 登場人物
櫻井 恭介（さくらい きょうすけ）
本作の主人公。母親の営む「喫茶サクライ」の手伝いをしている。いずれは後を継ごうとは考えているものの、まだそのことを桜子に伝えていない。マザコンの傾向がある。夏姫、高虎、一馬とは学生時代からの親しい付き合い。
櫻井 桜子（さくらい さくらこ）
声：楠鈴音
恭介の母親で「喫茶サクライ」の現オーナー店長。外見が恭介の妹に見間違えられるほど若く、商店街の中で人気者になっている。また、彼女の淹れるコーヒーも評判がいい。性格も明るくて若々しいが、息子への思いは普通の母親以上に強い。資産家のひとり娘ではあるが、恭介の出産と養育をめぐって父親と対立の末に家出をして以来、実家とは音信不通。
香月 夏姫（こうづき なつき）
声：風音
「喫茶サクライ」の隣にある香月青果商店の若妻。恭介の学生時代の先輩。さばけた性格の姉御肌。
伊藤 志乃（いとう しの）
声：金松由花
イトウリゾートの社長夫人で秘書。監視のために喫茶サクライに留め置かれ、自分も店員としてコスプレに加わることになる。冷静で知的だが、好意をアピールされるとしどろもどろになってしまう。欲求不満から受け身の願望があり、妄想でも自分が責められている光景を考えることが多い。
西園寺 クレア（さいおんじ クレア）
声：乃田あす実
商店街振興会長、西園寺藤兵衛のもとに嫁いできた後妻。桜子と双璧をなす商店街の人気者。おっとりとした性格でかなりの巨乳。
西園寺 リサ（さいおんじ リサ）
声：緒田マリ
クレアの一人娘。父親は日本人。強気で意地っ張りな性格で恭介とよく言い合いをしている。義父の藤兵衛にはあまり接触を持とうとしない。
有瀬 まゆ（ありせ まゆ）
声：岩泉まい
有瀬神社の娘。リサととても仲がよく、いつも一緒にいる。おとなしくてしっかり者だが、女性ともエッチをするレズビアンであるなど、性に関する姿勢は積極的であり、リサとはセックスフレンドでもある。
香月 高虎（こうづき たかとら）
香月青果商店の若旦那。恭介の先輩。物静かだが頼れる男で、「喫茶サクライ」にも協力的。
一馬
恭介の友人。言動がすぐエッチ方面に行くため呆れられているが、友情には篤い。
櫻井 大輔
主人公の義理の父親。「喫茶サクライ」の初代店長。恭介を抱いて佇んでいた桜子を保護し、後に結婚した。数年後に病死してしまう。恭介が目標としている男。
田中 五十六
大資産家で桜子の実父。厳格な性格で、桜子が学生の頃に恭介を身篭った時も、恭介の実父を圧力で別れさせ、恭介を堕ろそうとした。大輔の事は、色々とあり結果的に認めさせられ、喫茶店の店長にしておくには惜しい男だと認めて桜子を託した。大輔亡き後は桜子に実家に戻るよう再三通告している。
田中 幸子
桜子の実母。おっとりした母性ある女性で、時には五十六をいさめることがある。
バロン大佐
田中家で飼っているドーベルマン。いつも五十六について来る。元々は桜子が幼いころから飼っていた犬で桜子にもよく懐く。
恭介の実父
桜子曰く、「とても優しい人」で、学生時代の桜子と付き合い、やがて恭介を身篭ったと聞いた時も喜び、一生面倒見ると言ったが、激怒した五十六の圧力により誓約書まで書かされ、海外に留学させられ桜子と別れさせられた。その後の消息は不明。

## スタッフ
- 原画：M&M
- シナリオ：神無月ニトロ、もみあげルパンR、速水漣、近江達裕
- 音楽：吉田仁郎

## 主題歌
「JUMPING」
作曲・編曲：Manack / 作詞・歌：真理絵

## 関連商品
書籍
- 人妻コスプレ喫茶2 ハーヴェストノベルズ
  - 戸田 栄二郎 著、2006年10月1日発売、ハーヴェスト出版刊、ISBN 4-434-08296-5

DVD-PG
- 人妻コスプレ喫茶2 DVD-PG
  - 上巻 〜桜子・夏姫・志乃編〜 2007年5月25日発売
  - 下巻 〜クレア・リサ&まゆ・ハーレム編〜 2007年5月25日発売